# Csészefej (szereplő)
Csészefej (eredeti nevén: Cuphead) a nevével azonos videojáték, és az abból készült Csészefej és Bögrearc című Netflix-sorozat egyik főszereplője. Csészefej egy csészefejű lény, aki az Inkwell Isle nevű szigeten lakik testvérével,  Bögrearccal, és az idős kannával, Elder Kettle-el. Miután ő és Bögrearc együtt szerencsejátékot játszottak az ördöggel a kaszinóban, és véletlenül veszítettek, kénytelenek voltak összegyűjteni különféle adósoknak "lélekszerződéseit".
Chad és Jared Moldenhauer által több éven át kidolgozott Csészefej művészeti stílusát az 1930-as évek animációjának tisztelgéseként tervezték az amerikai animáció aranykorától kezdve, különös tekintettel a Walt Disney Animation Studios és a Fleischer Studios műveire. A játékfejlesztés három éve alatt a stúdió erőteljesen népszerűsítette a karaktert, hogy felhívja a közönség érdeklődését. A stratégia végül jó volt, mivel a játékból egymillió példány lett eladva két hét alatt.

## Koncepció és alkotás
Csészefejt a Moldenhauer testvérek találták ki. A Moldenhauerek fiatalkorukban az amerikai animáció aranykorától kezdve az 1930-as évekbeli rajzfilmeket nézték, amelyeket Chad Moldenhauer eseményekként ír le ajándékok és VHS- összeállítások alapján.
Miután a 2000-es évek elején megpróbálták kifejleszteni a játékot, nem sikerült, és csak 2010-ben a Super Meat Boy sikere után vágtak neki ismét a fejlesztésnek. Az évtizedek során a játék karakterei több mint 150 újratervezésen mentek keresztül, beleértve a kappa egy cilinderben és egy tányérral vagy villával rendelkező figurákat is. 
Az a karakter, aki végül Csészefej lett, egy 1936-os japán animációs propagandafilmből származott, amelyben egy olyan szereplő volt, akinek egy teáscsésze volt a fején. A Moldenhauerek inkább emulálták az animációt, mert furcsának találták.

## Más megjelenései
2020 januárjában kiderült, hogy a Csészefej a Super Smash Bros Ultimate. karakterévé válik. A karakterhez a Floral Fury nevű csata zeneszáma került, ami a Cuphead című eredeti videojátékban található.

## Bögrearc
Csészefej testvére, Bögrearc választható karakterként és multiplayer módban is működik a játékban. Karaktere Csészefej, de nem azonos színű, Bögrearc piros helyett kék. Egyedüli tulajdonsága, hogy nagyobb és kerekebb orra van, szemei félkör helyett ovális alakúak, animációi kicsivel különbözőbbek. Bögrearc általában óvatosabb és átgondoltabb, mint a Csészefej, ami látható, amikor megpróbálja figyelmeztetni Csészefejt a veszélyre a játék elején látható háttértörténetben.

## Más médiában
2019 júliusában a Netflix bejelentette a Csészefej és Bögrearc érkezését, ami egy animációs sorozat az eredeti játék alapján. Csészefej és Bögrearc kalandjait mutatják be az Inkwell Isle-n keresztül, azonkívül a videojátékban nem szereplő területek is, és a játékban látható karakterek is láthatóak lesznek majd. Míg a sorozat gyerekeknek szól, a StudioMDHR arra számított, hogy humorával a felnőtteket is megnevetteti majd. Chad és Jared Moldenhauer lesznek az ügyvezető producerek valamint CJ Kettler a King Features Syndicate cégtől. Dave Wasson és Cosmo Segurson szolgálnak társproducerként. 2020. június 26-án kiderült, hogy Tru Valentino lesz Csészefej, Frank Todaro pedig Bögrearc hangja a műsorban, de az egyelőre még nem tudható, a műsor elérhető lesz-e magyar nyelven.

## Fordítás
Ez a szócikk részben vagy egészben  a   Cuphead (character) című angol Wikipédia-szócikk fordításán alapul.  Az eredeti cikk szerkesztőit annak laptörténete sorolja fel. Ez a jelzés csupán a megfogalmazás eredetét és a szerzői jogokat jelzi, nem szolgál a cikkben szereplő információk forrásmegjelöléseként.